# 乌德玛船

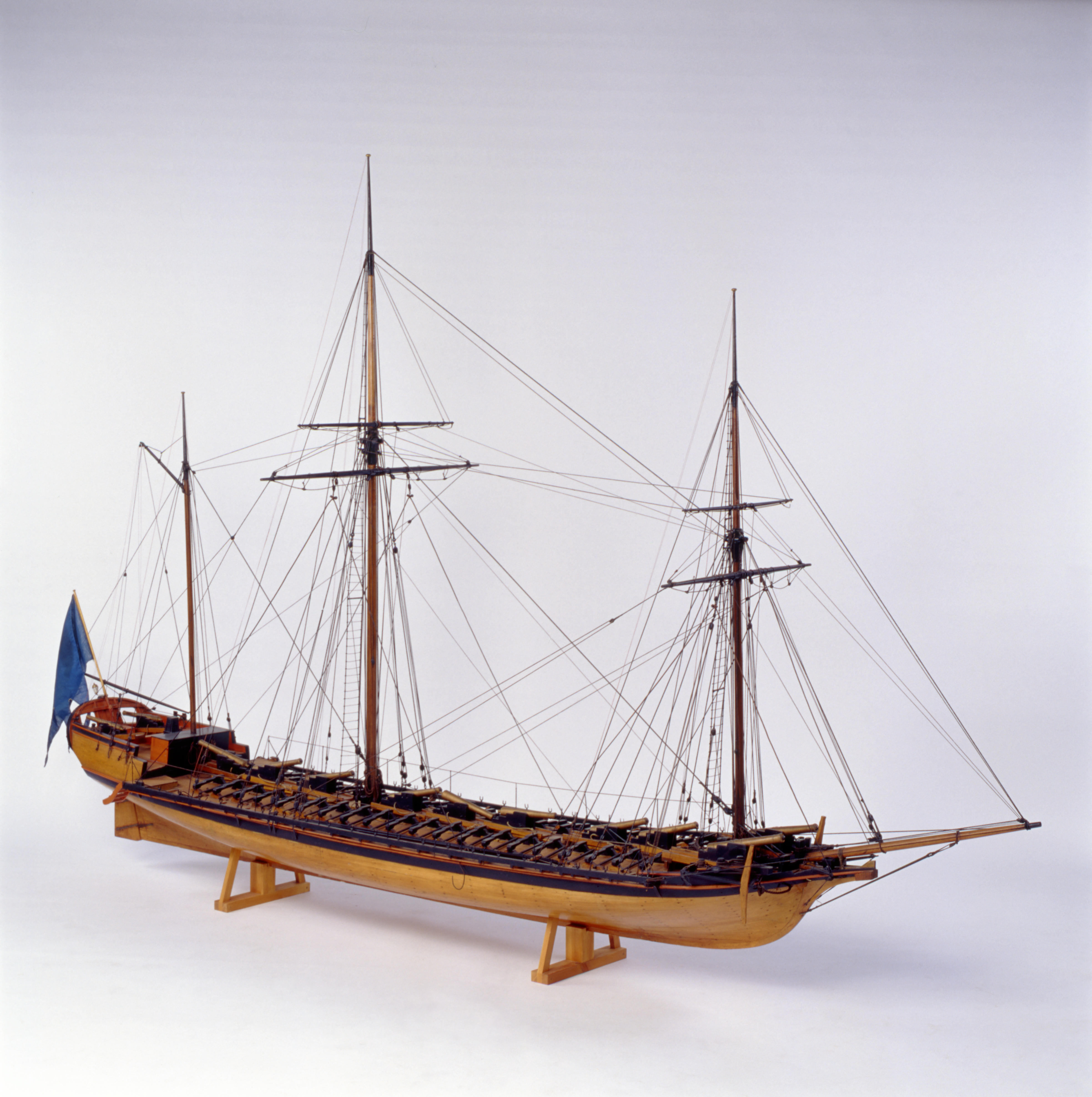
斯德哥尔摩海事博物馆藏品中的乌德玛船“英格堡”号（udema Ingeborg，建于1776年）现代模型

乌德玛船（英语：udema）是在18世纪末至19世纪初为瑞典群岛舰队建造的一种军舰。它是为在波罗的海的群岛海以及斯韦阿兰和芬兰沿海与俄罗斯海军作战而开发的。乌德玛船是由著名的海军建造师弗雷德里克·恩里克·查普曼设计，专为浅水区域和从斯德哥尔摩延伸到芬兰湾的岛屿群中使用。
乌德玛船采用了创新的设计，其火炮呈单列布置在舰体中线上，这也是20世纪早期无畏舰的雏形。然而，这种设计在当时被证明是不切实际的，因此从1760年到1776年之间仅建造了三艘乌德玛船。

## 背景

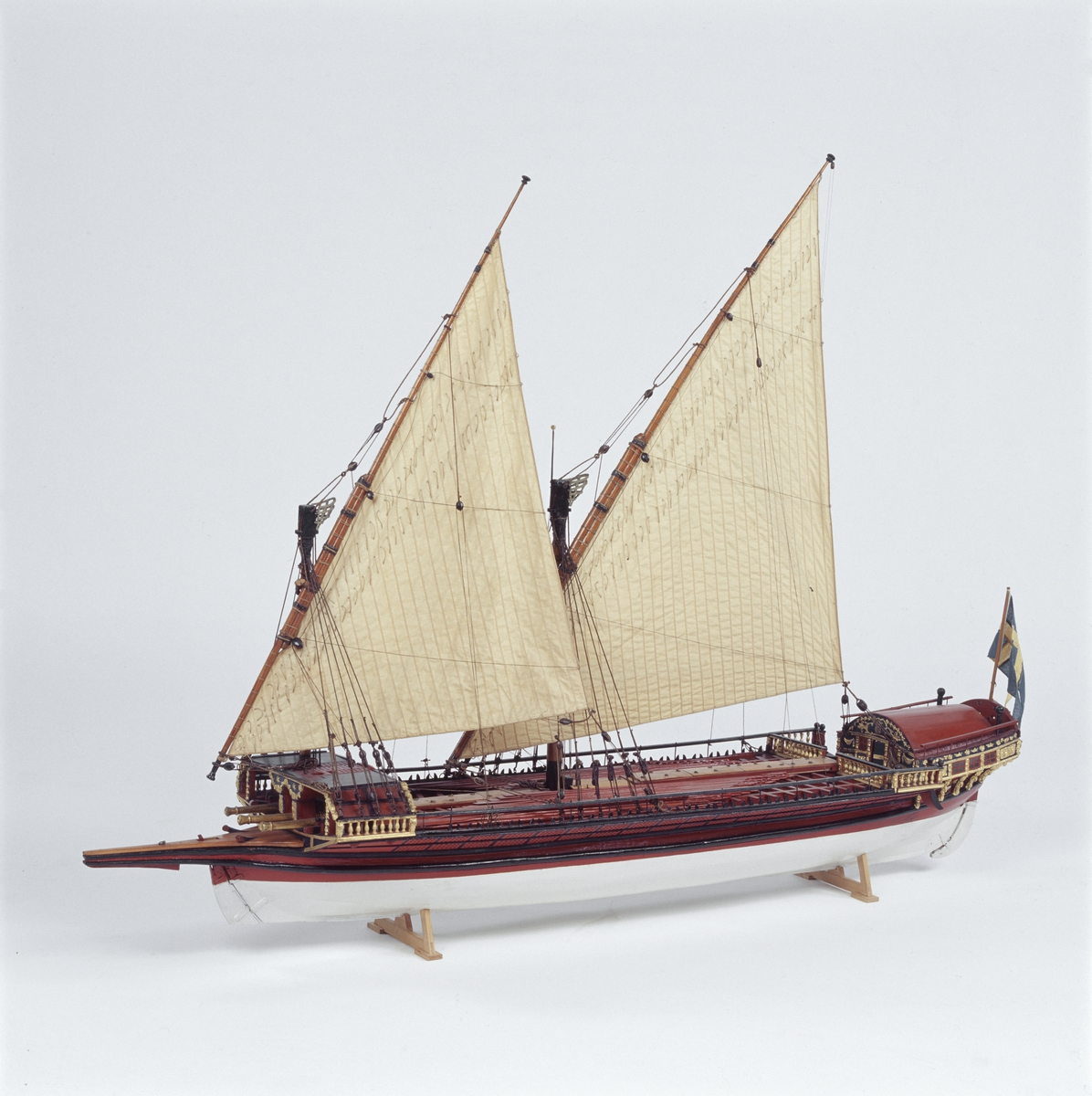
斯德哥尔摩海事博物馆收藏的18世纪早期瑞典帆船的现代模型。像这样的小型帆船是瑞典第一批沿海舰队的主力。

18世纪初，俄国在波罗的海的海军力量迅速崛起，对波罗的海主要强国之一瑞典的利益构成了威胁。当时的瑞典帝国包括德国北部的领土、整个现代芬兰和大部分波罗的海国家，而这些领土需要由波罗的海航线连接在一起。俄国沙皇彼得大帝于1703年在圣彼得堡建立了新首都和海军基地。在大北方战争期间，瑞典失去了波罗的海国家的领土，并遭受了俄罗斯对芬兰以及从芬兰湾一直延伸到首都斯德哥尔摩的一系列岛链和群岛的袭击。为此，瑞典人开始建造由吃水较浅的舰艇所组成的近海舰队。首先建造的是传统地中海战舰的小型版本——桨帆船，中大多数更类似于配有炮艇的加利奥特船。在与俄罗斯的灾难性战争（1741-1743年）以及在七年战争（1757-62年）中对普鲁士的小规模参战后，瑞典认识需要进一步扩张和发展具有更多专业化舰艇的近海舰队。
传统的桨帆船在两栖作战中作为运输部队的载具非常有效，但火力严重不足，特别是相对于其庞大的船员人数。一艘载有250名船员的桨帆船，其中大多数是划船手，通常只在船头配备一门24磅炮和两门6磅炮。此外，桨帆船没有甲板，也缺乏为划船士兵提供的足够庇护，在1741-1743年的战争中，许多划船士兵因疾病丧生。为此，瑞典军方投入巨资组建了“群岛舰队”（skärgårdsflottan）。作为一个独立军种，这只舰队在组织上隶属于陆军。1756年，这只舰队甚至被正式命名为“陆军舰队”（Arméns flotta）。从许多方面来看，这只舰队都是一个高度独立的组织，吸引了一批社会和文化精英的加入，并在古斯塔夫三世于1772年发动政变、成为绝对君主之后，受到其庇护。
海军建筑师弗雷德里克·亨利克·查普曼设计了几艘新舰艇，以增强瑞典新海上力量的打击力，为其提供更好的海军防御，并提高其在两栖作战中的火力支援能力。最终诞生了四种结合了桨帆船的机动性、帆船优越的操纵设备和更舒适的生活条件的新船：udema、pojama、turuma和hemmema，它们分别以芬兰的Uusimaa（“Uudenmaan”的属格形式）、Pohjanmaa、Turunmaa和Hämeenmaa（Tavastia）地区命名。在瑞典语和英语的历史文献中，这四种船都被称为“群岛护卫舰”（skärgårdsfregatter）。较小的udema和pojama最初也被描述为“群岛轻巡洋舰”。

## 设计

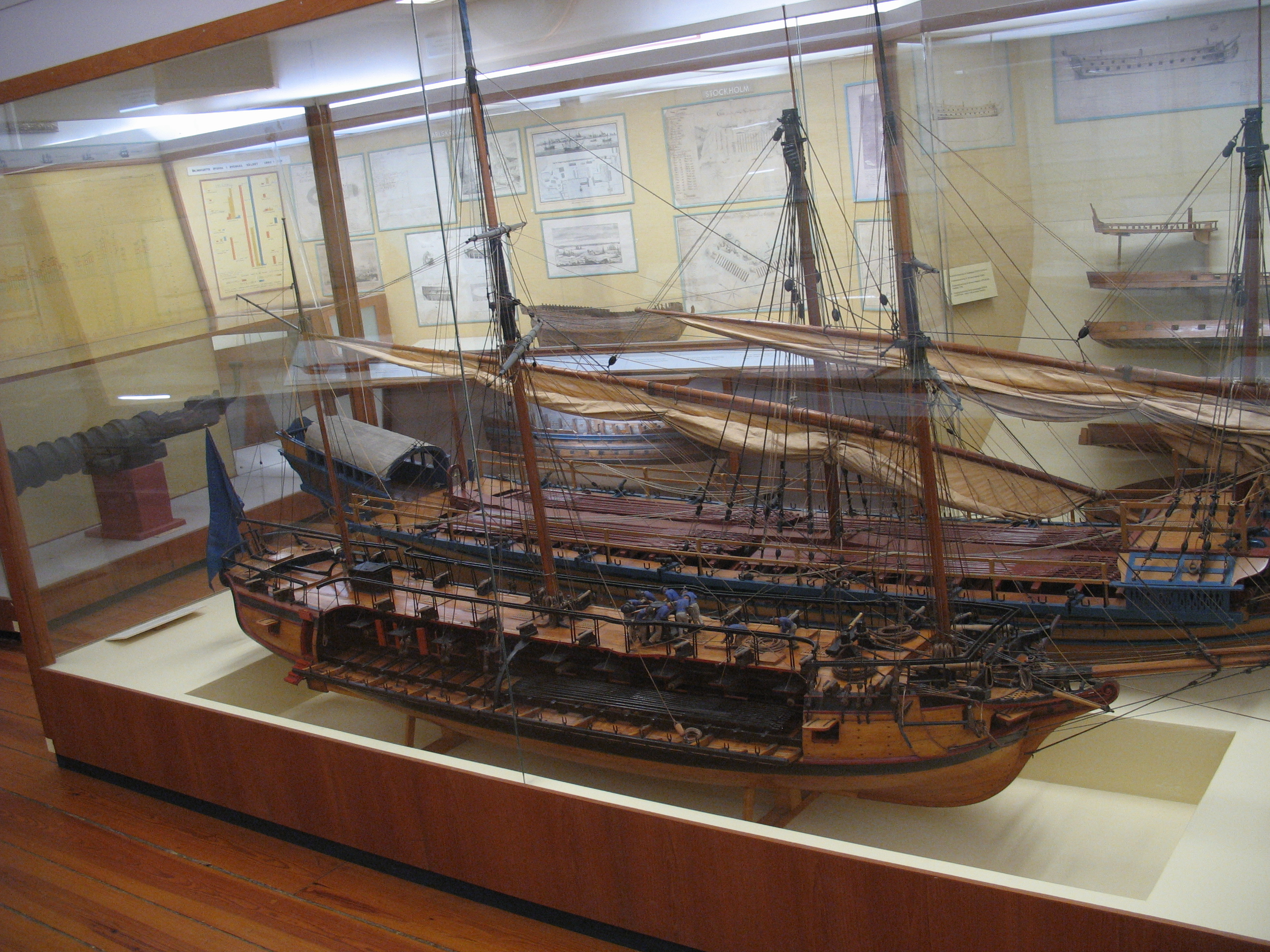
斯德哥尔摩海事博物馆的乌德玛船“托尔堡”号(udema Thorborg，建于1772年）的现代模型。“托尔堡”号的中心线武器装备被安置在一个甲板结构之下，该甲板结构覆盖着炮口，同时将划桨位置暴露在外。

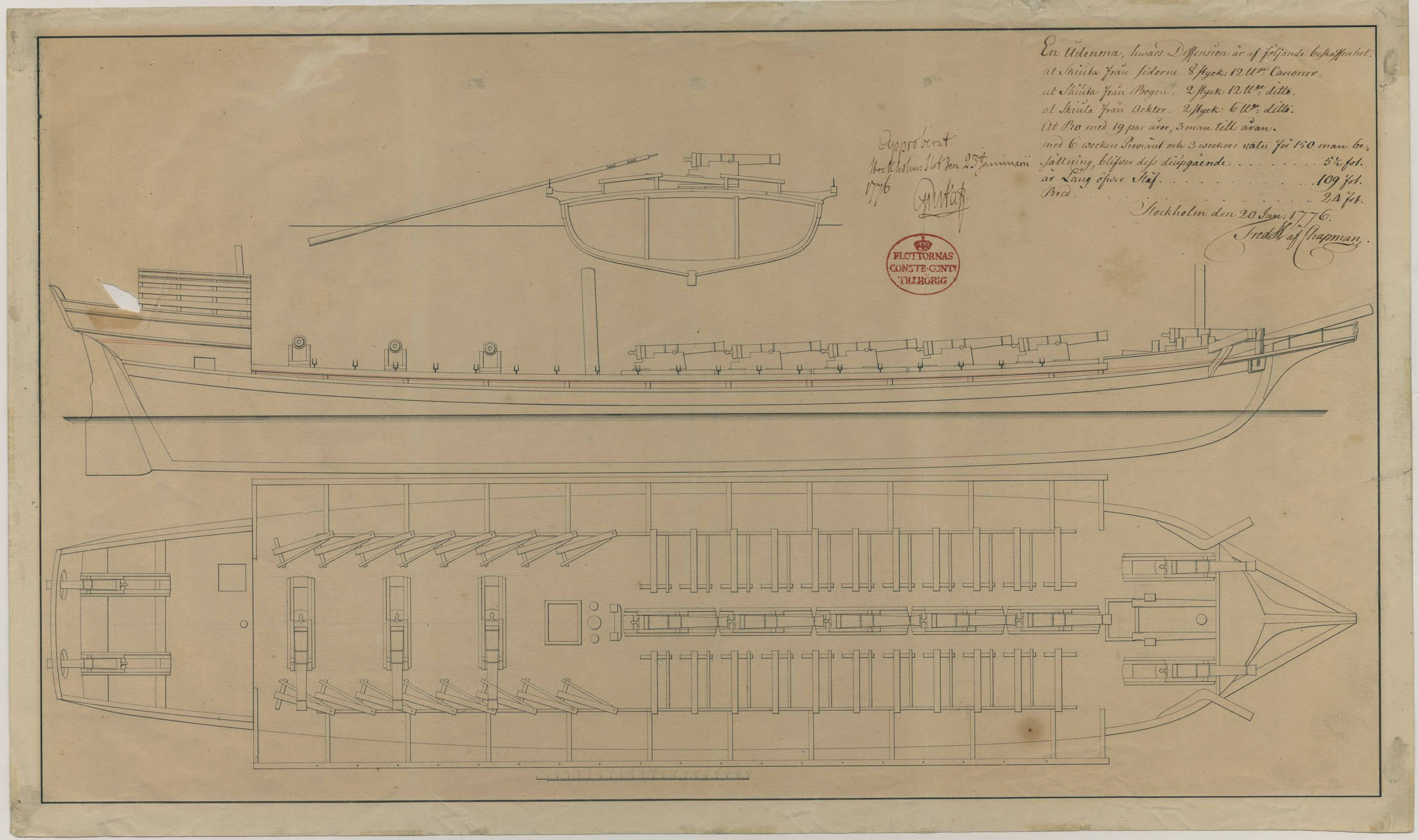
查普曼的乌德玛船型的建造图。图纸上的注释表明，该图纸已获得国王古斯塔夫三世的批准。

第一艘乌德玛船建于1760年，有单层甲板和两根桅杆（主桅杆和前桅杆），最初装有三角帆。后来，它安装了类似于不带上桅帆的地中海帆船的横帆装。它的船体较低，后甲板结构较小，火炮布局在当时是独一无二的。其主火力由一排八门12磅炮组成，沿船只中心线排列，船头则有两门面向前方的12磅炮。中心线上的火炮使用能够360度旋转的铰接炮架，可以朝船的两侧瞄准，类似于20世纪无畏舰的主炮。
第一艘乌德玛船“甘尔马”号（Gamla）约长30米（100英尺），吃水深度为1.5米（5英尺）。后来的乌德玛船，“托尔堡”号（Torborg）和“英格堡”号（Ingeborg）则配备了一个小桅杆，且长度和宽度均有所增加，分别为37米（121英尺）长和近9米（29英尺）宽，吃水深度略超过3米（10英尺）。1772年建造的“托尔堡”号有三门额外的12磅炮，中心线位置上共有11门，前方有两门朝前的炮，所有火炮均被安置在带炮口的甲板上方结构内，而划桨座则没有甲板覆盖。这种布局被证明不太成功，报告显示存在木屑飞溅和火药烟雾滞留的问题。“托尔堡”号在航行时表现不佳，划桨速度缓慢，使得乌德玛船的声誉不佳。
1776年建造的“英格堡”号在中心线上配备了八门12磅炮，火炮裸露在甲板上，船头有两门重型18磅炮，船尾有两门6磅追击炮。划桨手长凳每侧设有可容纳三人的位置，但必须向前和向外摆动，以便火炮能够朝两侧旋转。
为了增强机动性，乌德玛船配备了14至18对桨。划桨手坐在主炮两侧的露天甲板上，桨孔位于矩形舷外支杆上，以提高杠杆作用。然而，也由于划桨手被安置在中心线火炮的两侧，在火炮开火期间无法使用划桨。因此在战斗中，乌德玛船必须依靠船帆来推进。
混合动力的桨帆并用护卫舰的概念并非新事物。早在16世纪中叶，英国都铎王朝的海军就已建造了小型“帆船”。其继承者英国皇家海军早在17世纪60年代就在炮甲板上或下方配备了与六级舰艇相当的桨孔。“舍贝克船”是地中海三桅帆船的波罗的海变种，在18世纪时被引入俄国海军用于执行近海任务。两者都被认为是查普曼创新设计的灵感来源。

## 服役

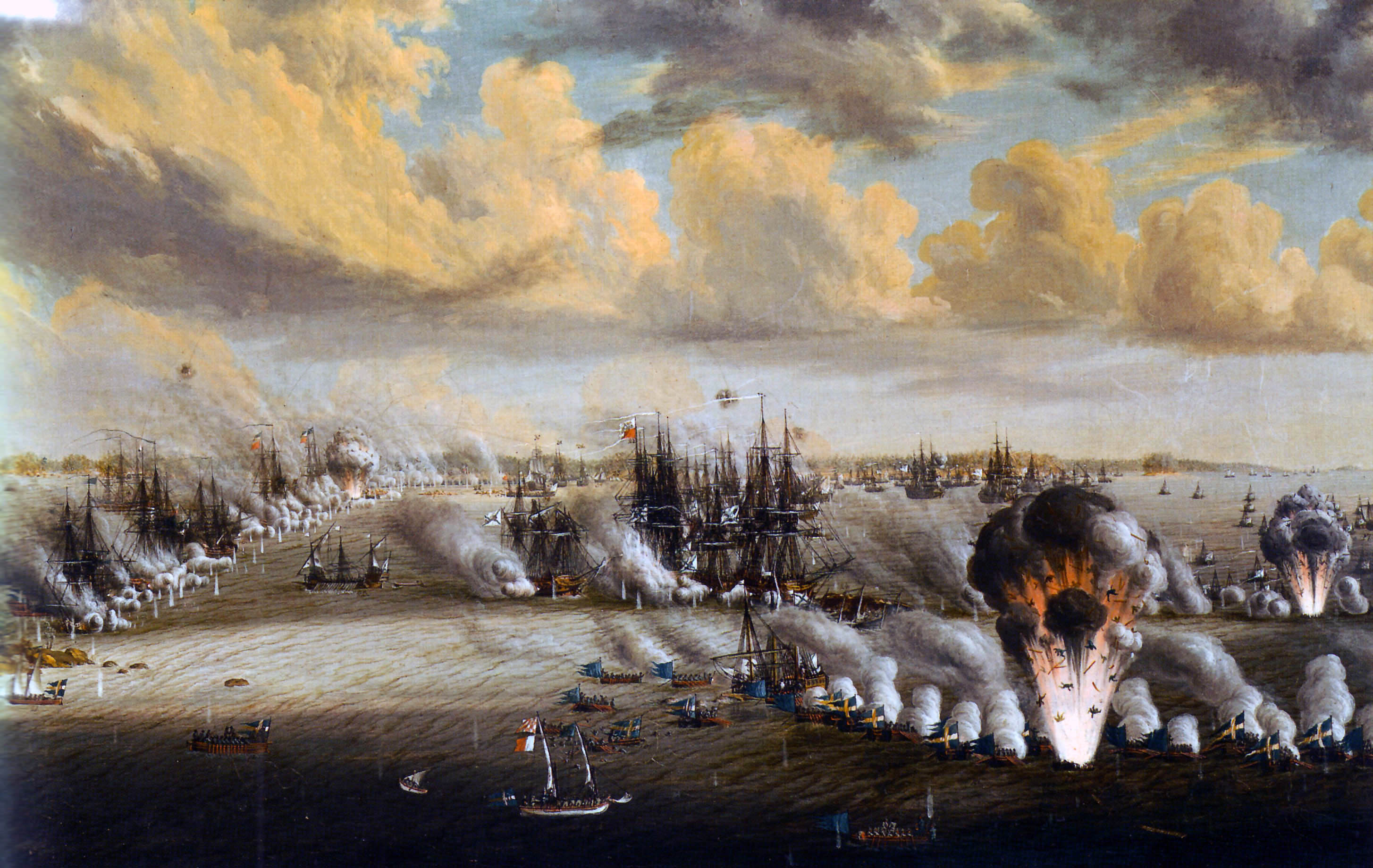
当代瑞典绘画描绘了斯文斯克松德海战，其中一艘乌德玛船是少数几艘瑞典损失的船只之一

瑞典海军仅建造了三艘乌德玛船。俄罗斯造船商仿制了瑞典的设计，尤其是在1788-1790年战争期间。一些历史学家认为一种被称为“秘密船”的类型可能是俄罗斯的乌德玛船。然而，其他历史学家对这一结论表示质疑，因为舰上火炮的数量（总共44门）表明该舰体型要大得多，可能是一艘较大的“群岛护卫舰”。
在1788-1790年战争期间，三艘瑞典乌德玛船一直在芬兰群岛舰队中服役，负责支援两栖作战、袭击敌方的俄罗斯群岛舰队以及保护瑞典军队在芬兰大陆作战行动的左翼。这几艘乌德玛船参加了第一次和第二次斯文斯克松德战役。后一场战役是历史上规模最大的海战之一，对俄国人来说是一次灾难性的失败，而对瑞典来说却是有史以来最伟大的海上胜利之一。在这场战役中，乌德玛船“英格堡”号是少数几艘瑞典损失的舰船之一。
与其他专门的群岛舰队军舰一样，乌德玛船被认为优势非常有限。尽管火力强大，但其航行性能较差，即使与桨帆船相比也是如此，划桨时速度也很慢。非传统的火炮布局也被认为过于薄弱和激进。第二次斯文斯克松德海战表明，较小的炮艇和炮船在同样的作战中更加高效，并在 1808-1809年的芬兰战争中几乎完全取代了“群岛护卫舰”，而瑞典最终在那场战争中失去了其在芬兰的所有领地。

## 影响
历史学家拉尔斯-奥洛夫·伯格（Lars-Olof Berg）认为，虽然带有舰载旋转炮架的全新设计舰艇在瑞典海军服役期间表现不佳，但它可能对其他国家的造船者产生了影响。到1790年，俄罗斯的浮动炮台装备了类似的炮架。类似的设计也在英国和美国被提出并实施建造。托马斯·杰斐逊领导下的美国“炮舰海军”甚至在更小的船只上使用了这种旋转炮架。然而，由于后坐力会使排水量较小的船只不稳定，尤其是在侧面开火时，这类炮架常被证明是有风险的。真正的中心线火炮布局突破直到19世纪末的装甲蒸汽船出现才得以实现。“乌德玛”这个名字以芬兰语的形式“Uusimaa”延续下来，并被用于20世纪芬兰海军的军舰舰名。

## 舰只
仅建造了三艘乌德玛船，全部被配属于瑞典群岛舰队。下表列出了它们的基本信息。
| 舰名                   | 船厂         | 下水时间 | 尺寸（米）                     | 桨（对） | 武器                            | 结局                               |
| ---------------------- | ------------ | -------- | ------------------------------ | -------- | ------------------------------- | ---------------------------------- |
| “甘尔马”号（Gamla）    | 施特拉尔松德 | 1760年   | 长度：30.3 宽度：1.5 吃水：1.5 | 14       | 9或10门12磅炮 2门3磅炮          | 未见记载                           |
| “托尔堡”号（Torborg）  | 斯德哥尔摩   | 1772年   | 长度：36 宽度：8.6 吃水：3.1   | 20       | 2门18磅炮 13门12磅炮 24门旋转炮 | 未见记载                           |
| “英格堡”号（Ingeborg） | 斯德哥尔摩   | 1776年   | 长度：36 宽度：8.6 吃水：3.1   | 20       | 2门18磅炮 8门12磅炮 2门6磅炮    | 1790年瑞典斯文斯克松德海战中沉没。 |

## 脚注

### 引文
1. 1 2  郭威 (2007)，第66頁.
2. ↑  李昊 (2019)，第38頁.
3. ↑  张恩东 (2022)，第71頁.
4. ↑  Norman (2012)，第50–59頁，"Skärgårdsflottans fartyg: Typer och utveckling under 1700- och 1800-talet".
5. ↑  Glete (1992)，第115–116, 118頁.
6. 1 2  Glete (1992)，第118頁.
7. 1 2  Anderson (1962)，第93–94頁.
8. ↑  Berg (1993)，第35頁.
9. ↑  郭威 (2007)，第51頁.
10. ↑  Anderson (1962)，第95頁.
11. 1 2 3  Nikula (1933)，第364–365頁.
12. 1 2  Nikula (1933)，第132頁.
13. ↑  Berg (1993)，第33頁.
14. ↑  Glete (1992)，第119頁.
15. ↑  Berg (1993)，第33–34頁.
16. ↑  Anderson (1962)，第84–89頁.
17. ↑  Norman (2012)，第61頁，"Skärgårdsflottans fartyg: Typer och utveckling under 1700- och 1800-talet".
18. ↑  Anderson (1962)，第96頁.
19. ↑  Glete (1992)，第152–153, 163–164頁.
20. ↑  Hårdstedt (2009)，第244頁.
21. ↑  Berg (1993)，第35–36頁.
22. ↑  Berg (1993)，第34頁.
23. ↑  Gardiner (1995)，第92頁.
24. ↑  Kijanen (1968)，第111頁.
25. ↑  Saunders (2009)，第236頁.
26. ↑  Norman (2012)，第397頁，"Appendix: Skärgårdsflottans fartyg".